# TOPPERSライセンス
TOPPERSライセンスは、TOPPERSプロジェクトが公式リリースを行うときに設定することを想定して策定されたライセンスである。

## 特徴と背景
ライセンス条項のほとんどの部分で、宣伝条項なしのBSDライセンス（修正BSDライセンス）と類似している。最も大きな差異は、著作権者や特定の団体に利用報告を行うとバイナリ利用時でも著作権表示の必要がなくなるというものである。ライセンスの考案者であるTOPPERSプロジェクトでは、この条項を「レポートウェア条項」と呼んでいる。
組込みシステムにおいては、最終製品にどのようなソフトウェアを使ったかを表記したくないという傾向がある一方、大学/公設試においては普及に関する定量評価が求められるという傾向もある。レポートウェア条項は、両者の要求を満たすための現実的な解として設定されている。
「OSSライセンスの教科書」では、寛容型ライセンスを理解するのに、TOPPERSライセンスが非常に役に立つとされている。

## バリエーション
TOPPERSライセンスには、いくつかのバリエーションがある。
まず、レポートウェア条項を適用するための報告先が、著作権者になっているか特定の団体となっているかという点で違いがある場合がある。これは、コントリビュータが多数になったとき、すべての著作権者に連絡をとることが困難であるとの指摘に応えたもので、TOPPERSプロジェクトが2009年12月現在で採用しているライセンスでは、NPO法人TOPPERSプロジェクトが報告先となっている。
報告先を著作権者にしているバリエーションに関してはTOPPERSプロジェクトの公式ページにも言及が無いが、古いバージョンのJSPカーネルやIIMPカーネルのソースコードでその存在を確認できる。
次に、GPLとのハイブリッドライセンスか否かというバリエーションがある。これは修正BSDがGPLライセンスと互換ならば、TOPPERSライセンスもGPL互換であるはずという判断に基づき行われたもので、TOPPERSプロジェクトが2009年1月現在で採用しているライセンスではGPLとのハイブリッドに関する記述が削除されている。
カーネルソース以外の開発成果物は、それぞれのファイルで確認するとよい。
例えば、TTSP(TOPPERS Test Suite Package)は、高田広章らの名古屋大学, 鴫原一人らの富士ソフト、松浦光洋らと著作権表示の関係者が多く、それらの関係者のライセンス設定文書は添付しておらず、問い合わせるとよい。

## 表記言語
日本語版と英語版がある。どちらも正本として考えられており、同一バリエーションの異なる言語版の間で矛盾があった場合には、利用者が好きなほうを選択して構わないとされる。

## 他ライセンスのソースコードとの混用
TOPPERSライセンスは、GPLとのハイブリッドか否かに関わらずGPL互換であるといわれているが、この見解はTOPPERSプロジェクトからのもので 、GPLをコントロールしているFSFの見解ではないことに注意が必要である。レポートウェア条項を適用しない限り、GPL互換といわれている修正BSDライセンスとほぼ等価なためGPLとの非互換性は存在しないと思われる。しかしながら、（GPLハイブリッドでない）TOPPERSライセンスのソースコードとGPLライセンスのソースコードを混用する場合には、利用者の責任でライセンスの矛盾がないかどうかを確認する必要がある。